# Smith Village (Oklahoma)
Smith Village es un pueblo ubicado en el condado de Oklahoma en el estado estadounidense de Oklahoma. En el año 2010 tenía una población de 66 habitantes y una densidad poblacional de 660 personas por km².

## Geografía
Smith Village se encuentra ubicado en las coordenadas 35°27′4″N 97°27′26″O / 35.45111, -97.45722 (35.451075, -97.457101).

## Demografía
Según la Oficina del Censo en 2000 los ingresos medios por hogar en la localidad eran de $40,000 y los ingresos medios por familia eran $50,625. Los hombres tenían unos ingresos medios de $16,250 frente a los $30,833 para las mujeres. La renta per cápita para la localidad era de $12,926. Alrededor del 33.3% de la población estaban por debajo del umbral de pobreza.